# Élections législatives de 1946 dans l'Eure
Les élections législatives françaises de 1946 se tiennent le 10 novembre. Ce sont les premières élections législatives de la Quatrième république, après l'adoption lors du référendum du 13 octobre d'une nouvelle constitution.

## Mode de scrutin
L'Assemblée nationale est composée de 618 sièges pourvus au scrutin proportionnel plurinominal suivant la règle de la plus forte moyenne dans le cadre départemental, sans panachage. 
Le vote préférentiel est admis, en inscrivant un numéro d'ordre en face du nom d'un, de plusieurs ou de tous les candidats de la liste. Mais l'ordre ne pourra être modifier que si au moins la moitié des suffrages portés sur la liste est numéroté. Dans les faits les modifications ne dépasseront jamais les 7%.
Dans le département de l'Eure, quatre députés sont à élire.

## Élus
| Député sortant       | Parti | Parti   | Député élu ou réélu  | Parti | Parti   |
| -------------------- | ----- | ------- | -------------------- | ----- | ------- |
| Paul Greffier        |       | PCF     | Paul Greffier        |       | PCF     |
| André Guillant       |       | MRP     | André Guillant       |       | MRP     |
| Pierre Mendès France |       | Rad-soc | Pierre Mendès France |       | Rad-soc |
| Albert Forcinal      |       | UDSR    | Albert Forcinal      |       | UDSR    |

## Résultats

### Résultats à l'échelle du département
| Parti    | Parti                                          | Tête de liste        | Résultats | Résultats | Sièges |  |
| Parti    | Parti                                          | Tête de liste        | Voix      | %         |        |  |
| -------- | ---------------------------------------------- | -------------------- | --------- | --------- | ------ |  |
|          | Rassemblement des gauches républicaines        | Pierre Mendès France | 52 864    | 36,67     | 2      |  |
|          | Parti communiste français                      | Paul Greffier        | 33 368    | 23,15     | 1      |  |
|          | Mouvement républicain populaire                | André Guillant       | 29 419    | 20,41     | 1      |  |
|          | Section française de l'Internationale ouvrière | Augustin Azémia      | 16 781    | 11,64     | -      |  |
|          | Parti républicain de la liberté                | Bernard Jousset      | 8 284     | 5,75      | -      |  |
|          | Républicains indépendants                      | Léon Lauvray         | 3 456     | 2,40      | -      |  |
|          |                                                |                      |           |           |        |  |
| Inscrits | Inscrits                                       | Inscrits             | 186 724   | 100,00    | 4      |  |
| Votants  | Votants                                        | Votants              | 147 165   | 78,81     |        |  |
| Exprimés | Exprimés                                       | Exprimés             | 144 172   | 97,97     |        |  |